# Trattato di Hartford
Il Trattato di Hartford che sanciva il confine della colonia inglese di Nuova Inghilterra e i Nuovi Paesi Bassi fu firmato il 19 settembre 1650 a Hartford, in Connecticut.

## Storia
Il trattato sanciva che la zona a Sud-Est del fiume Connecticut sarebbe rimasta agli inglesi, mentre la parte Nord-Ovest agli olandesi, fino a Fort Hoop.